# Louise Bourgoin
Louise Bourgoin (Vannes, 28. november 1981), født Ariane Bourgoin, er en fransk skuespillerinde, model og studievært.

## Biografi

### Barndom og uddannelse
Som barn af en filosofiprofessor og en litteraturprofessor blev Bourgoin opfordret til at vælge en stabil karriere. Ariane studerede i fem år på École des Beaux-arts de Rennes, for at blive lærer i billedkunst. I samme periode begyndte hun også sin karriere som model.

### Karriere som studievært
Hendes tv-karriere begyndte som en deltager i programmet Fangerne på Fortet i 2003.
Netop uddannet startede Ariane i 2004 som en af de værter af programmet Kawaï på kanal Filles-TV.
To år senere arbejdede hun en kort tid for station Direct 8.
Fra efteråret 2006 til juni 2008, var Bourgoin Miss Météo Le Grand Journal på Canal+. For at undgå forvirring med Ariane Massenet – som arbejdede for det samme kanal – valgte hun hendes pseudonym Louise Bourgoin, men også fordi hun har en masse beundring for kunstneren Louise Bourgeois. Siden september 2008 præsenterer hun også en kort klumme i Le Grand Journal, kaldet Lu à la téle.

### Karriere som skuespiller
Bourgoin debuterede i filmen La Fille de Monaco (2008). Heri spiller hun 'Audrey', en noget flirtende vejrpige. Om end tilfældigt, arbejdede Bourgoin på samme tidspunkt som vejrpige for Canal+. I sin næste film spillede hun en blomstersælger i Le Petit Nicolas. Herefter spillede hun i thrilleren - Blanc comme neige - rolle 'Michèle', konen til hovedpersonen.
Hendes egentlige gennembrud for det frankofone film-publikum kom i 2010 med Les Aventures extraordinaires d'Adèle Blanc-Sec fra Luc Besson. Heri spiller Bourgoin hovedpersonen 'Adèle Blanc-Sec', en eventyrer og forfatter fra det andet årti af det 20. århundrede.
Dette blev fulgt op i 2010 med den mystiske drama L'autre Monde, hvor Bourgoin spillede den kvindelige hovedrolle "Audrey". I 2011 spillede hun 'Barbara' i Un heureux événement, en krønike af konsekvenserne af graviditeten og fødsel af et barn. Samme år blev L ' amour duren trois ans udgivet, hvor hun fortolkede rollen 'Alice'.

### Privatliv
I 2007 indledte hun et forhold med den franske skuespiller, sanger og musiker Julien Doré. I 2010 brød parret med hinanden. Senere dannede hun par med musikeren Tepr. I december 2015 meddelte hun at hun var gravid og den 7. april 2016 fødte hun sin søn Étienne.
Hendes fritidsinteresser er maleri, skulptur og skak. De to første er en arv af hendes uddannelse på École des Beaux-arts de Rennes.

## Filmografi
- 2008 - La Fille de Monaco af Anne Fontaine som Audrey Varella
- 2009 - Le Petit Nicolas af Laurent Tirard som blomstersælger
- 2010 - Blanc comme neige af Christophe Blanc som Michele
- 2010 - Les Aventures extraordinaires d'Adèle Blanc-Sec fra Luc Besson som Adèle Blanc-Sec
- 2010 - Sweet Valentine af Emma Luchini som Camille
- 2010 - L'autre Monde af Gilles Marchand som Audrey
- 2011 - Un heureux événement af Rémi Bezançon som Barbara
- 2011 - L ' amour duren trois ans som Frédéric Beigbeder som Alice
- 2012 - Asterix og Obelix : Au service de sa Majesté af Laurent Tirard som Falbala
- 2013 - La Religieuse af Guillaume Nicloux
- 2013 - Un beau dimanche af Nicole Garcia
- 2013 - The Love Punch af Joel Hopkins som Manon Fontane
- 2014 : Un beau dimanche af Nicole Garcia som Sandra
- 2015 : Les Chevaliers blancs af Joachim Lafosse som Laura
- 2015 : Je suis un soldat af Laurent Larivière som Sandrine
- 2016 : Mojave af William Monahan som Milly
- 2017 : Sous le même toit af Dominique Farrugia som Delphine Parisot
- 2017 : L'Un dans l'autre af Bruno Chiche som Pénélope
- 2017 : La Fin de la nuit af Lucas Belvaux som Marie

## Eksterne link
- Wikimedia Commons har flere filer relateret til Louise Bourgoin
- Uofficiel fanside Arkiveret 1. juni 2012 hos  Wayback Machine (fransk)
- Art book (engelsk)
- Louise Bourgoin på Internet Movie Database (engelsk)
- Louise Bourgoin på Filmdatabasen
- Louise Bourgoin på Scope
- Louise Bourgoin på AlloCiné (fransk)
- Louise Bourgoin på AllMovie (engelsk)
- Louise Bourgoin på Rotten Tomatoes (engelsk)
- Louise Bourgoin på TV Guide (engelsk)
- Louise Bourgoin på The Movie Database (engelsk)